# Copa México 1937-38
La Copa México 1937-38 es la edición V de dicho certamen futbolístico. Contó con la participación de los seis clubes que integraban la Liga Mayor; dado el disminuido número de participantes, se jugó una ronda preliminar con cuatro equipos, de la que quedaron excluidos América y Atlante por ser los peor ubicados del recién terminado campeonato de liga (1937-38); para posteriormente disputar las semifinales entre los ganadores de la mencionada ronda y los dos restantes equipos. Sería uno de estos clubes, el América, el que obtendría al final el título; fue su primer título de Copa en la historia y el primero de cualquier tipo desde el de liga en 1927-28. Derrotó en la final al España 3-1, justamente en el torneo en el que Luis “Pirata” Fuente jugó en el cuadro crema.

## Desarrollo del torneo
|  |                             |        |                               |          | Cuartos de final              | Cuartos de final |  |  | Semifinales | Semifinales |  |  | Final | Final |
|  |                             |        |                               |          |                               |                  |  |  |             |             |  |  |       |       |
|  |                             |        |                               |          | 10 de julio - Parque Asturias |                  |  |  |             |             |  |  |       |       |
|  |                             |        |                               |          |                               |                  |  |  |             |             |  |  |       |       |
|  | España                      | 6      |                               |          |                               |                  |  |  |             |             |  |  |       |       |
|  | España                      | 6      | 17 de julio - Parque Necaxa   |          |                               |                  |  |  |             |             |  |  |       |       |
|  |                             |        | Marte                         | 2        |                               |                  |  |  |             |             |  |  |       |       |
|  | Atlante                     | 1      | Marte                         | 2        |                               |                  |  |  |             |             |  |  |       |       |
|  | Atlante                     | 1      | Quinto lugar                  |          |                               |                  |  |  |             |             |  |  |       |       |
|  |                             |        | América                       | 3        |                               |                  |  |  |             |             |  |  |       |       |
|  |                             |        | América                       | 3        |                               |                  |  |  |             |             |  |  |       |       |
|  |                             |        | 24 de julio - Parque Asturias |          |                               |                  |  |  |             |             |  |  |       |       |
|  |                             |        |                               |          |                               |                  |  |  |             |             |  |  |       |       |
|  | América                     | 3      |                               |          |                               |                  |  |  |             |             |  |  |       |       |
|  | América                     | 3      | 10 de julio - Parque Asturias |          |                               |                  |  |  |             |             |  |  |       |       |
|  |                             | España | 1                             |          |                               |                  |  |  |             |             |  |  |       |       |
|  |                             |        | 1                             | Asturias | 4                             |                  |  |  |             |             |  |  |       |       |
|  | 17 de julio - Parque Necaxa |        |                               | Asturias | 4                             |                  |  |  |             |             |  |  |       |       |
|  |                             | Necaxa | 3                             |          |                               |                  |  |  |             |             |  |  |       |       |
|  | España                      | Necaxa | 3                             | 4        |                               |                  |  |  |             |             |  |  |       |       |
|  | España                      |        | Tercer lugar                  | 4        |                               |                  |  |  |             |             |  |  |       |       |
|  |                             |        | Asturias                      | 2        |                               |                  |  |  |             |             |  |  |       |       |
|  |                             |        | Asturias                      | 2        |                               |                  |  |  |             |             |  |  |       |       |
|  |                             |        |                               |          |                               |                  |  |  |             |             |  |  |       |       |
|  |                             |        |                               |          |                               |                  |  |  |             |             |  |  |       |       |
|  |                             |        |                               |          |                               |                  |  |  |             |             |  |  |       |       |
|  |                             |        |                               |          |                               |                  |  |  |             |             |  |  |       |       |

## Final
| 24 de julio de 1938 | América                                       | 3:1'    | España   | Parque España, Ciudad de México                           |                                                           |
|                     | O. Vial 20' · F. Argüelles 28' · E. Ostos 80' | Reporte | Gual 13' | Asistencia: 15 000 espectadores Árbitro(s): Emilio Quiroz | Asistencia: 15 000 espectadores Árbitro(s): Emilio Quiroz |